# Мёльдерс, Вернер
Вернер Мёльдерс (нем. Werner Mölders, 18 марта 1913, Гельзенкирхен, Северный Рейн-Вестфалия — 22 ноября 1941, Бреслау, Силезия) — немецкий лётчик-ас времен Второй мировой войны.
Первым в истории воздушных боёв перешёл рубеж в 100 сбитых. Всего сбил 101 самолёт противника во время Второй мировой войны и 14 — во время Гражданской войны в Испании. Быстро поднялся по служебной лестнице и стал командиром эскадрильи в возрасте 27 лет. Достиг звания полковника и занял должность инспектора истребительной авиации (с 7 августа 1941 года эта должность стала называться «генерал» [~главный] истребительной авиации). Имел хорошие контакты с высшим нацистским руководством, в частности, с Герингом. В современной Германии выходит газета «Мёльдерианер» (нем. Mölderianer).

## Начало военной карьеры
После окончания гимназии в 1931 году добровольно поступил на военную службу в рейхсвер, фанен-юнкером (кандидат в офицеры) в пехотный полк. В июне 1933 после обучения в военном училище получил звание фенриха. Служил в сапёрном батальоне, затем с февраля по декабрь 1934 года обучался в лётной школе. С марта 1934 — лейтенант в составе люфтваффе. С апреля 1936 — обер-лейтенант, командир учебной истребительной эскадрильи.

## Война в Испании
С апреля 1938 года воевал в немецком легионе «Кондор», с 24 мая 1938 — командир 3-й эскадрильи 88-й истребительной группы. В июле — ноябре 1938 года сбил 14 самолётов — 2 И-15, 11 И-16 (ещё один И-16 не был засчитан), 1 СБ.
Был награждён двумя испанскими медалями и немецким Испанским крестом с мечами и бриллиантами. В октябре 1938 года Мёльдерсу присвоили звание капитана.

## Вторая мировая война

### Западный фронт
Когда началась Вторая мировая война, командовал эскадрильей на франко-германской границе. 20 сентября 1939 года одержал свою первую воздушную победу в этой войне — сбил британский истребитель. Награждён Железным крестом 2-й степени.
В конце сентября 1939 года получил приказ сформировать и принять командование 3-й группой (около 40 самолётов) в составе 53-й истребительной эскадры.
К началу немецкого вторжения во Францию имел на личном счету 9 сбитых самолётов (7 британских и 2 французских). В апреле 1940 года награждён Железным крестом 1-й степени. 14 мая 1940 года был подбит, но успешно совершил посадку. К 27 мая 1940 года довёл личный счёт до 20 сбитых французских и британских самолётов и стал первым из награждённых Рыцарским крестом.
5 июня 1940 года во время своего 133-го боевого вылета и 32-го воздушного боя (в этой кампании) был сбит французским асом суб-лейтенантом Рене Помье Лейрарг, имевшим на своём счету 7 подбитых (4 бомбардировщика и 3 истребителя) самолётов противника,  и попал в плен. Через три недели был освобождён после заключения перемирия.

### Битва за Британию
В июле 1940 года произведён в звание майора и назначен командиром 51-й истребительной эскадры. В своём первом боевом вылете на Британию 28 июля 1940 года получил три ранения в ногу, совершил вынужденную посадку во Франции и затем около месяца не совершал вылетов, но продолжал командовать эскадрой. Награждён объединённым знаком лётчика и наблюдателя в золоте с бриллиантами.
К 20 сентября 1940 года его личный боевой счёт с начала Второй мировой войны дошёл до 40. Мёльдерс вторым из германских офицеров (первым был генерал Эдуард Дитль) был награждён дубовыми листьями к Рыцарскому кресту. К октябрю 1940 года личный счёт дошёл до 50, Мёльдерс произведён в звание подполковника. Всего к весне 1941 года, до перевода на Восточный фронт, сбил 68 самолётов.

### Восточный фронт
В июне 1941 года 51-я эскадра была переведена на Восточный фронт. В первый же день боёв командир эскадры Мёльдерс сбил три советских бомбардировщика СБ и ещё пять — 30 июня. На счету Мёльдерса стало 72 сбитых самолёта и он вторым из германских офицеров (первым был Адольф Галланд) был награждён мечами к Рыцарскому кресту с дубовыми листьями.
К 1 июля 1941 года его счет достиг 82 сбитых, что превысило рекорд аса времён Первой мировой войны Манфреда фон Рихтгофена. К 15 июля 1941 года счёт Мёльдерса достиг 101 (не считая 14, сбитых в Испании). За это достижение он 16 июля 1941 года, первым в Германии, был награждён Рыцарским крестом с дубовыми листьями, мечами и бриллиантами. 20 июля 1941 года произведён в звание полковника (нем. oberst). Приказом Геринга Мёльдерсу было запрещено принимать участие в боевых вылетах.
6 августа 1941 года Мёльдерс был переведён на службу в Имперское министерство воздушных сил и назначен инспектором истребительной авиации.
22 ноября 1941 года Мёльдерс погиб в авиакатастрофе во время перелёта из Крыма в Германию, на похороны Эрнста Удета.

## Память
Именем Мёльдерса был назван один из эсминцев типа «Лютьенс» ВМФ ФРГ.
В 1973-2005 годах имя Мёльдерса носило 74 истребительное крыло ВВС ФРГ.

## Звания
- Фанен-юнкер-ефрейтор (1 октября 1931)
- Фанен-юнкер-унтер-офицер (1 апреля 1932)
- Фенрих (1 июня 1933)
- Обер-фенрих (1 февраля 1934)
- Лейтенант (1 марта 1934)
- Обер-лейтенант (1 апреля 1936, вступил в силу 20 апреля 1936)
- Хауптман (1 октября 1938, вступил в силу 18 октября 1938)
- Майор (19 июля 1940)
- Оберст-лейтенант (25 октября 1940)
- Оберст (20 июля 1941)

## Награды
- Медаль «За выслугу лет в вермахте» 4-го класса (2 октября 1936)
- Медаль «За Испанскую кампанию» (4 мая 1939) (Испания)
- Военная медаль (4 мая 1939) (Испания)
- Испанский крест в золоте с мечами и бриллиантами (6 июня 1939)
- Нагрудная планка люфтваффе истребителя в золоте с бриллиантами
- Нагрудный знак «За ранение» (1939) чёрный
- Железный крест (1939) 2-го класса (20 сентября 1939)
- Железный крест (1939) 1-го класса (2 апреля 1940)
- Знак «Лётчик-наблюдатель» в золоте с бриллиантами (август 1940)
- Рыцарский крест Железного креста с дубовыми листьями, мечами и бриллиантами
  - рыцарский крест (29 мая 1940)
  - дубовые листья (№ 2) (21 сентября 1940)
  - мечи (№ 2) (22 июня 1941)
  - бриллианты (№ 1) (15 июля 1941)
- Упоминание в Вермахтберихт (29 мая 1940, 6 сентября 1940, 25 сентября 1940, 23 октября 1940, 26 октября 1940, 11 февраля 1941, 27 февраля 1941, 18 апреля 1941, 24 июня 1941, 1 июля 1941, 16 июля 1941)